# Thomas Stafford Williams
Thomas Stafford Williams (ur. 20 marca 1930 w Wellington, zm. 22 grudnia 2023 w Waikanae) – nowozelandzki duchowny katolicki, arcybiskup Wellington, ordynariusz wojskowy Nowej Zelandii, kardynał.

## Życiorys
Studiował na wydziale handlu i biznesu Uniwersytetu Victorii w Wellington, następnie w seminarium w Dunedin oraz na uczelniach zagranicznych - Papieskim Athenaeum De Propaganda Fide w Rzymie i Uniwersytecie Katolickim w Dublinie. Przyjął święcenia kapłańskie 20 grudnia 1959 w Rzymie. Pracował jako duszpasterz w Wellington, był m.in. sekretarzem Katolickiego Centrum Informacyjnego; przez pewien czas przebywał jako misjonarz w Samoa Zachodnim, gdzie założył Szkołę Katolicką im. Pawła VI (w Samoa-Appia).
30 października 1979 został mianowany arcybiskupem Wellington, przyjął sakrę biskupią 20 grudnia 1979 (w 20-lecie święceń kapłańskich) w Wellington z rąk Owena Noela Sneddena (biskupa pomocniczego Wellington i ordynariusza wojskowego Nowej Zelandii). Kierował zarazem Konferencją Episkopatu Nowej Zelandii. 2 lutego 1983 Jan Paweł II wyniósł go do godności kardynalskiej, z tytułem prezbitera Gesu Divin Maestro alla Pineta Sacchetti. Od czerwca 1995 był dodatkowo ordynariuszem wojskowym Nowej Zelandii. Z kierowania archidiecezją Wellington zrezygnował 21 marca 2005, po osiągnięciu wieku emerytalnego 75 lat.
Brał udział w sesjach Światowego Synodu Biskupów w Watykanie, w tym w sesji specjalnej poświęconej Kościołowi w Oceanii (listopad-grudzień 1998, jako prezydent-delegat). W grudniu 1994 reprezentował Jana Pawła II jako jego specjalny wysłannik na obchodach 100-lecia ewangelizacji Wysp Cooka. W marcu 2005 został włączony w skład Komisji Kardynalskiej ds. badania Ekonomicznych i Organizacyjnych Problemów Stolicy Świętej. W czerwcu 2000 kardynała Williamsa odznaczono Orderem Orderem Nowej Zelandii.
Brał udział w konklawe 2005, które wybrało papieża Benedykta XVI. 20 marca 2010r. w związku z osiągnięciem osiemdziesiątego roku życia utracił czynne prawo wyboru papieża w przyszłych konklawe.
W 1997 odznaczony Krzyżem Komandorskim Orderu Zasługi Rzeczypospolitej Polskiej.